# 次長課長のオールナイトニッポンR
次長課長のオールナイトニッポンR（じちょうかちょうのおーるないとにっぽんあーる）は、ニッポン放送の人気深夜枠オールナイトニッポンRで放送されていたラジオ番組。パーソナリティは次長課長（河本準一、井上聡）。2007年4月14日放送開始。

## 放送時間・日程
毎月第2土曜日
27:00 - 29:00（日曜3:00 - 5:00）
- 第01回 2007年04月14日
- 第02回 2007年05月12日
- 第03回 2007年06月09日
- 第04回 2007年07月14日
- 第05回 2007年08月11日
- 第06回 2007年09月08日
- 第07回 2007年10月13日
- 第08回 2007年11月10日
- 第09回 2007年12月08日
- 第10回 2008年01月12日
- 第11回 2008年02月09日
- 第12回 2008年03月08日
- 第13回 2008年04月12日
- 第14回 2008年05月10日
- 第15回 2008年06月14日
- 第16回 2008年07月12日
- 第17回 2008年08月09日
- 第18回 2008年09月13日
- 第19回 2008年10月11日
- 第20回 2008年11月08日
- 第21回 2008年12月13日（最終回）

## 概要
2005年
- 2005年6月18日、オールナイトニッポンR スペシャルナイト枠で特番を放送。（録音）

2007年
- 2007年4月14日、オールナイトニッポンR枠でレギュラー放送開始。（生放送）

### 番組の特徴
- 彼らの持ち味であるしつこさ、中学生のノリのような悪ふざけ満載の自由な内容が魅力である。
- オープニングで、今回のケータリングについて話すのが恒例となっている。
- タイトルコールは当初2人で行っていたが、現在は河本が1人でコールしている。
- オープニング後のCM明けは、2人のフリートークが展開される。
- 井上がアニメやゲームが大好きなので、ドラゴンボール・ガンダム・モンスターハンター等の話題になることがよくある。
- 深夜に放送しているラジオには珍しく、下ネタトークがほとんどない。

## 出来事
- 第1回目の放送で、井上が「白紙のメールでいいので送ってください」と軽く発言したところ、予想外に白紙メールが1000通以上届いてしまい、回線がパンクしそうになった。
- 第1・2回目ともに、モノマネのコーナーでの投票メールが届きすぎて、サーバーがパンクしてしまうハプニングが起こった。
- 第3回目の放送から、井上がコレクションしているレアなビックリマンシールの情報を呼びかけたところ、第6回目の放送では、実際にビックリマンシールを送ってきてくれたリスナーがいた。また、井上のリクエストで、新ビックリマンの主題歌「セント・ジュエルを探せ!」が、2ヶ月（2回）連続で流れたことがある。
- 毎回のようにケータリングについて文句を言っていたところ、第5回目の放送でオールナイトニッポン史上初の出来事、リスナーからケータリングが送られてきた。
- 第6回目の放送は、それまで唯一のケータリングであった飴がどこかへ消えてしまったため、ケータリングが何も無い状態でのスタートとなってしまった。
- 飴が消えてしまった事件をきっかけに、盗んだ犯人は誰なのかという話になり、『若林史江のラジオで株が好き』でパーソナリティを務める若林史江が怪しいと勝手に言い始め、どういう人物なのかという想像トークが異常に盛り上がった。そして第8回目の放送から、ついにコーナー化された。
- 若林史江について想像で勝手に話が進み過ぎたため、河本が若林のブログに謝罪コメントを残したことがある。
- 第10回目の放送では、井上がラジオ局内で仮眠をとったままオープニングになっても起きなかったので、番組の本番中にスピーカーで起こすという寝起きドッキリが行われた。
- レベッカの「MOON」が3回連続で流されたことがある。(2008年3月〜5月)

## 主なコーナー

### 河本準一のタンバリンクイズ
河本がタンバリンで、CMソングやアニメソング、ゲームソフト（ファミコン）などの曲を演奏し、井上とリスナーに当ててもらうコーナー。マニアックな選曲が多く、正解するのは少し難しい。元々は一部地域のみの放送枠で行っていたが、好評につき全国ネットで放送される場合もある。
- 第13回目の放送では、骨折が完治していなかった河本に代わって、ゲストである麒麟の川島がタンバリンクイズを出題した。

### 井上聡の悩み相談 眠れない小学生
深夜の3時や4時になっても悩みがあって眠れない小学生に、性格が小学生並である井上が生電話をして、どうして眠れないのか相談にのるコーナー。
また、小学生に限らずお祖母ちゃんなどに生電話をする場合もある。
相談内容
- ドラゴンボールで1番強いのは誰か？
- ポケモンのなつきを上げるにはどうしたらいいか？
- 大人になってからのことを考えると眠れない。
- 釧路動物園の入場者数が増えなくて困っている。
- どうしたらファミスタの強い相手に勝てるか？
- ドラクエVで一番強いパーティーはなんなのか？
- 将来サッカー選手になれるのか不安で眠れない。
- 新世紀エヴァンゲリオンの意味がよくわからない。
- 山下君や亀梨君のようなアイドルになりたい。
- 水泳の息継ぎができなくて困っている。
- パイロットになるためにはどうしたらいいか？
- 父親との接し方がわからず困っている。
- 好きなクラスメイト(男子)が気になって眠れない。

など

### デニーとジョニー
リスナーから送られてきたデニー（デニー友利）とジョニー（黒木知宏）の情報を紹介していく。ただし、情報はすべてリスナーの想像で作り上げたものである。
君が知っている若林史江情報!の後継コーナーである。

## 過去のコーナー

### 井上聡のニュータイプ人生相談
井上がリスナーからの真剣な悩み（結局はガンダムに関すること）を解決していくコーナー。（全1回）

### 河本VS井上 わかりづらいモノマネでわかりづらい歌がうまい王座決定戦
大好評のコーナーであったが、歌の判定を募集したリスナーからのメールがあまりにも多く届きすぎたため、2回とも回線のサーバーがパンクしてしまうハプニングが起こった。（全2回）
- 第1回　河本「TOMORROW／岡本真夜」　井上「冬がはじまるよ／香港人のまね」 ※井上勝利
- 第2回　河本「悲しい色やね／上田正樹」　井上「にっぽん昔ばなし／花頭巾」 ※井上勝利

### 次長課長にお話ししてもらいたい動物昔話
リスナーが知りたがっている動物たちに関する謎を、2人が物語により解決していくコーナー。終了に伴い、言葉の語源のコーナーがスタートした。（全4回）

### 次長課長に教えてもらいたいあの言葉の語源
リスナーが知りたがっている言葉の語源を、2人に教えてもらうコーナー。本当に語源を知っていれば事実を話すが、ほとんどは想像で話を膨らませていく。終了に伴い、大喜利のコーナーがスタートした。（全2回）

### 井上聡プレゼンツ
井上がラジオでは全く伝わらないような企画を用意し、河本がそれにチャレンジするコーナー。失敗した場合は、河本の片方の靴がリスナーにプレゼントとなる。
第1弾　河本の靴探しゲーム
井上がダミーの靴を上手く利用して河本の靴を隠し、それを河本が1分以内に探すコーナー。
第2弾　河本さんの涙が出る話
河本がラジコンのヘリコプターを操縦しながら、涙が出るような切ない話を披露するコーナー。ラジコンが壁などに当たって落ちてしまった場合は、そこで話は強制終了となる。
第3弾　腹ぺこ河本さん食べ放題スペシャル
河本にお腹いっぱい食べてもらおうと流しそうめん形式で、ところてん・プチトマト・豆腐など様々な食材を流すコーナー。
第4弾　腹ぺこ河本さんにシュウマイ弁当を食べてもらいたいスペシャル
河本の手元にはご飯しかないため、シュウマイや他のおかずをクレーンゲーム（制限時間あり）によって手に入れるコーナー。
第5弾　最強バッター河本選手の一人クライマックスシリーズ
おもちゃ並みのバッティングマシーンとバットで、河本に全力で10球打ってもらうコーナー。ホワイトボードで区分けされたヒットゾーンに打てば地球儀、さらにホームランを打てば10万円がリスナーにプレゼントされる。

### 君が知っている若林史江情報!
「株は水もの しょんべんみたいなもの、若林史江のラジオで株が好き!」というフレーズでコーナーが始まり、リスナーから送られてきた若林史江情報を紹介していく。
ただし、情報はすべて想像で作り上げた若林の人物像である。
本人の記事盗用疑惑により、コーナー終了となった。

### 大喜利のお題で楽しもう!
リスナーに大喜利のお題を考えてもらうコーナーだが、必ずしも2人がお題に答えるとは限らない。また、「井上聡の悩み相談」のコーナーで生電話をした相手に、大喜利にチャレンジしてもらうのが恒例となっている。

### 揚げ足取りのやすこ
揚げ足取りの得意なリスナー「やすこ」が、次長課長の出演番組・雑誌等を見て、どのように揚げ足を取っていたかを2人に報告するコーナー。また、他のリスナーも「やすこ」に変わって様々な揚げ足を取っていく。

## ゲスト
2008年
- 4月12日　川島明（麒麟）

## スタッフ
- ディレクター：石田誠
- 放送作家：小西さん(小西マサテル)

※小西は「ナインティナインのオールナイトニッポン」（木曜25:00 - 27:00）も一緒に担当している。

## ネット局
※全国21局ネットで放送
27:00 - 29:00
STVラジオ・茨城放送・栃木放送・KBS京都・九州朝日放送
27:00 - 28:30
ニッポン放送
27:00 - 28:00
IBC岩手放送・山形放送・山梨放送・信越放送・福井放送・中部日本放送・和歌山放送・山口放送・西日本放送・南海放送・四国放送・高知放送・長崎放送・熊本放送・南日本放送